# Liste der Kirchen im Lahn-Dill-Kreis

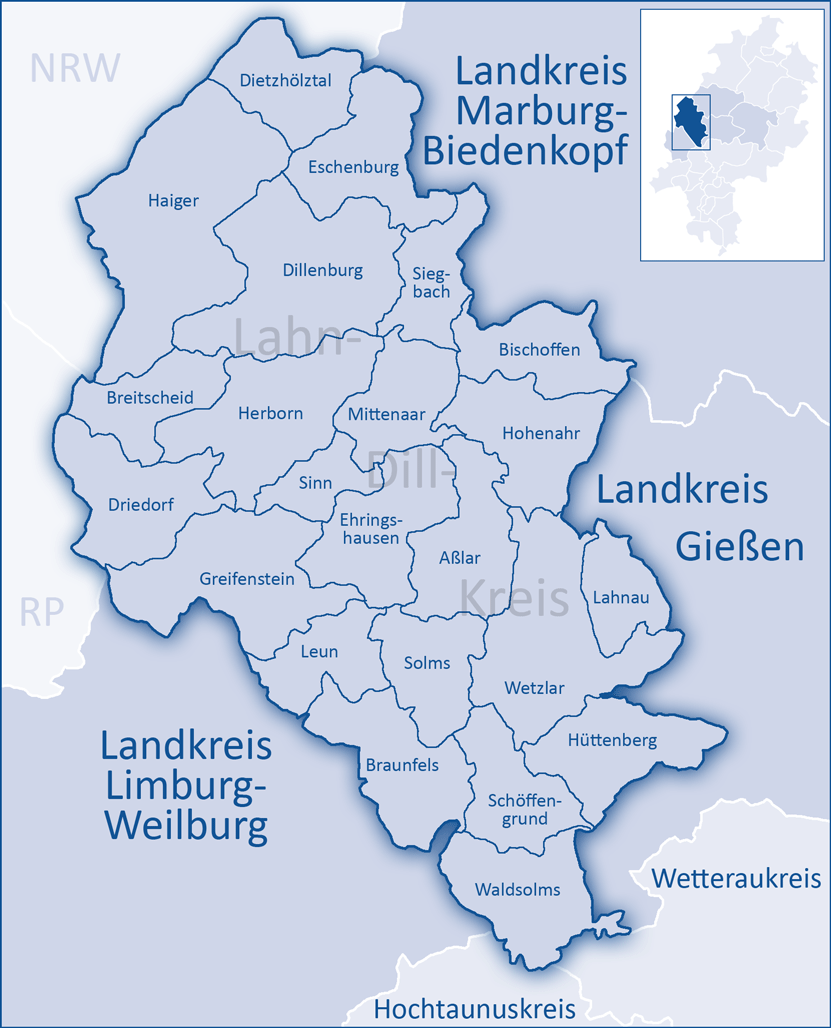
Städte und Gemeinden im Lahn-Dill-Kreis

Die Liste der Kirchen im Lahn-Dill-Kreis umfasst die erhaltenen Kirchengebäude im Lahn-Dill-Kreis (Mittelhessen).

## Liste
| Bild | Ort (Lage)         | Name der Kirche                | Gemeinde bzw. Stadt | Konfession        | Errichtung                 | Bemerkungen |
| ---- | ------------------ | ------------------------------ | ------------------- | ----------------- | -------------------------- | --- |
|      | Ahrdt              | Evangelische Kirche            | Hohenahr            | Ev.               | 1901                       | ehemalige Schule, heute als Dorfgemeinschaftshaus und Kirche genutzt |
|      | Albshausen         | Evangelische Kirche            | Solms               | Ev.               | 1923–1930                  | Saalbau im Stil des barockisierenden Historismus, Kirchenschiff mit Walmdach und Dachreiter mit Zwiebelhaube im Osten, östlicher Eingangsvorbau und polygonaler Westchor                                                          |
|      | Allendorf          | Evangelische Kirche            | Haiger              | Ev.               | 1749                       | |
|      | Allendorf          | Evangelische Kirche            | Greifenstein        | Ev.               | um 1700                    | Schiff im Kern romanisch |
|      | Allendorf          | St.-Paulus-Kirche              | Greifenstein        | SELK              | 1983                       | |
|      | Kloster Altenberg  | Evangelische Kirche            | Solms               | Ev.               | 1260–1270                  | Kirche des ehemaligen Prämonstratenserinnenstiftes Altenberg, ehemals St. Maria und St. Michael |
|      | Altenkirchen       | Evangelische Kirche            | Braunfels           | Ev.               | 1840                       | |
|      | Altenkirchen       | Evangelische Kirche            | Hohenahr            | Ev.               | 1812–1813                  | romanischer Westturm, klassizistische Saalkirche |
|      | Amdorf             | Evangelische Kirche            | Herborn             | Ev.               | 1833–1834                  | klassizistischer Saalbau mit symmetrischer Fassade und Dachreiter, mit Schule (bis 1968) unter einem gemeinsamen Dach |
|      | Aßlar              | Evangelische Kirche            | Aßlar               | Ev.               | romanisch                  | in ältesten Teilen mittelalterlich, im Barock erneuert |
|      | Aßlar              | Christ König                   | Aßlar               | Röm.-kath.        | 1953                       | |
|      | Atzbach            | Evangelische Kirche            | Lahnau              | Ev.               | 1767                       | frühklassizistische Querkirche, Turm 1899 angebaut |
|      | Ballersbach        | Evangelische Kirche            | Mittenaar           | Ev.               | 1914–1916                  | im Kern 13. Jh., 1912 Zerstörung durch Blitzschlag |
|      | Bechlingen         | Evangelische Kirche            | Aßlar               | Ev.               | mittelalterlich            | mehrfach renoviert |
|      | Beilstein          | Evangelische Kirche            | Greifenstein        | Ev.               | 1614–1616                  | ehemalige Schlosskirche |
|      | Bellersdorf        | Evangelische Kirche            | Mittenaar           | Ev.               | 1970er                     | |
|      | Berghausen         | Evangelische Kirche            | Aßlar               | Ev.               | 1966–1967                  | gotischer Chorturm mit barockem Haubendachreiter und sechseckiges Schiff mit Dreiecksgiebeln und Faltdach |
|      | Bermoll            | Evangelische Kirche            | Aßlar               | Ev.               | 1847                       | klassizistische Saalkirche mit eingestelltem Ostturm und symmetrischen Rundbogenfenstern, Emporen auf dorischen Kapitellen |
|      | Bicken             | Evangelische Kirche            | Mittenaar           | Ev.               | 1756/1787                  | mittelalterlicher Chorturm von 1559, barockes Schiff mit Walmdach |
|      | Bicken             | Heilig Geist                   | Mittenaar           | Röm-kath.         | 1956–1957                  | Architekt Hans Busch, Frankfurt/Main |
|      | Bischoffen         | Ehemalige evangelische Kirche  | Bischoffen          | –                 | 13. ?/19. Jh.              | Chorturm romanisch, Schiff wohl 19. Jh.; seit 1954 nicht mehr kirchlich genutzt, heute Kulturkirche |
|      | Bischoffen         | Evangelisches Wichernhaus      | Bischoffen          | Ev.               | 1954                       | |
|      | Biskirchen         | Evangelische Kirche            | Leun                | Ev.               | 1868–1870                  | Langhaus mit schlankem Westturm und eingezogener polygonaler Ostapsis, neuromanischer Rundbogenstil mit einzelnen neugotischen Elementen                                                                                          |
|      | Bissenberg         | Evangelische Kirche            | Leun                | Ev.               | spätromanisch              | 1723–1726 barocker Erweiterungsumbau |
|      | Blasbach           | Evangelische Kirche            | Wetzlar             | Ev.               | 1712–1716                  | im Kern gotische Saalkirche mit Schopfwalmdach, barocker Umbau |
|      | Bonbaden           | Evangelische Kirche            | Braunfels           | Ev.               | spätromanisch              | Chorturmkirche des 11. oder 12. Jahrhunderts mit mittelalterlichen Wandmalereien im Chor, Schiff im 18. Jh. barockisiert, barocker Haubenhelm                                                                                     |
|      | Bonbaden           | St. Georg                      | Braunfels           | Röm.-kath.        | 1954–1955                  | |
|      | Brandoberndorf     | Evangelische Kirche            | Waldsolms           | Ev.               | gotisch                    | romanischer Westturm, im Kern gotische Saalkirche, im 17. Jh. erneuert |
|      | Brandoberndorf     | Maria Hilf                     | Waldsolms           | Röm.-kath.        | 1961                       | Zeltkirche |
|      | Braunfels          | Friedenskirche                 | Braunfels           | Ev.               | 1980                       | |
|      | Braunfels          | Kath. Kirche St. Anna          | Braunfels           | Röm.-kath.        | 1958–1959                  | Architekten Hans Schädel und Fritz Ebert, Würzburg |
|      | Braunfels          | Schlosskirche                  | Braunfels           | Ev.               | Ende 15. Jh.               | 1501 geweiht, spätgotische Hallenkirche |
|      | Braunfels          | Friedhofskirche St. Georgen    | Braunfels           | Ev.               | spätromanisch              | mehrfach umgebaut |
|      | Breitscheid        | Evangelische Kirche            | Breitscheid         | Ev.               | mittelalterlich            | Chorturmkirche |
|      | Breitscheid        | Heilige Dreifaltigkeit         | Breitscheid         | Röm.-kath.        | 1967                       | Zeltkirche |
|      | Burg               | Evangelische Kirche            | Herborn             | Ev.               | romanisch                  | Saalbau mit Apsis, 1837–1840 Umbau der Kirche und Anbau eines Westturms |
|      | Burgsolms          | Evangelische Kirche            | Solms               | Ev.               | 1883–1884                  | |
|      | Burgsolms          | St. Elisabeth                  | Solms               | Röm.-kath.        | 1955–1956                  | |
|      | Dalheim            | Evangelisches Gemeindezentrum  | Wetzlar             | Ev.               | 1970                       | |
|      | Dalheim            | St. Markus                     | Wetzlar             | Röm.-kath.        | 1977                       | |
|      | Daubhausen         | Evangelische Kirche            | Ehringshausen       | Ev.               | 1685–1710                  | Turm mittelalterlich (14. Jh.), Hugenottenkirche |
|      | Dillbrecht         | Evangelische Kirche            | Haiger              | Ev.               | 1743                       | Fachwerkkirche |
|      | Dillenburg         | Evangelische Stadtkirche       | Dillenburg          | Ev.               | 1490                       | 1594–1597 Umbau in evangelische Predigtkirche |
|      | Dillenburg         | Herz Jesu                      | Dillenburg          | Röm.-kath.        | 1956–1957                  | |
|      | Dillheim           | Jesus-Christus-Kirche          | Ehringshausen       | Ev.               | 1865–1866                  | neogotischer Saalbau aus Kalksteinquadern auf kreuzförmigem Grundriss, der mittelalterlichen Kirchturm des Vorgängerbaus als Chorflankenturm integriert                                                                           |
|      | Donsbach           | Evangelische Kirche            | Dillenburg          | Ev.               | 1754/1791                  | im Kern mittelalterlich mit Chorturm, 1756 erneuert, 1791 abgebrannt und erneuert |
|      | Dorlar             | Evangelische Kirche            | Lahnau              | Ev.               | 13. Jh.                    | ehemalige Klosterkirche St. Maria, romano-gotische Saalkirche mit Dreiachtelschluss und Haubendachreiter |
|      | Dorlar             | Mariä Schmerzen                | Lahnau              | Röm.-kath.        | 1955                       | rechteckiges Langhaus mit niedrigen Seitenschiffen und hohem Chor |
|      | Dreisbach          | Evangelische Kirche            | Ehringshausen       | Ev.               | um 1700                    | |
|      | Driedorf           | Evangelische Kirche            | Driedorf            | Ev.               | 1822–1827                  | klassizistischer Saalbau mit Walmdach, Turm in Kern mittelalterlich |
|      | Driedorf           | Katholische Kirche             | Driedorf            | Röm.-kath.        | 1952–1953                  | |
|      | Dutenhofen         | Evangelische Kirche            | Wetzlar             | Ev.               | 1653–1654/1905–1906        | Turmunterbau im Kern mittelalterlich, Turmaufbau 17. Jh., barockes Schiff unter Verwendung alter Materialien, 1905/1906 westliches Querschiff mit Rechteckchor                                                                    |
|      | Edingen            | Evangelische Kirche            | Sinn                | Ev.               | 1745                       | barocker Saalbau mit Chor- und Sakristeianbau von 1965 |
|      | Ehringshausen      | Ehemalige evangelische Kapelle | Ehringshausen       | –                 | spätgotisch                | mittelalterliche Wehrkirche, heute Trauzimmer der Kommune |
|      | Ehringshausen      | Evangelisches Gemeindezentrum  | Ehringshausen       | Ev.               | 1968                       | |
|      | Ehringshausen      | Maria Himmelfahrt              | Ehringshausen       | Röm.-kath.        | 1959–1960                  | Architekt H. Greiner |
|      | Eibach             | Evangelische Kirche            | Dillenburg          | Ev.               | 1783                       | Erneuerung eines älteren Vorgängerbaus |
|      | Eibelshausen       | Evangelische Kirche            | Eschenburg          | Ev.               | 1776–1777                  | Saalbau mit Mansarddach und gestaffeltem Haubendachreiter |
|      | Eibelshausen       | St. Josef                      | Eschenburg          | Röm.-kath.        | 1956                       | |
|      | Eiershausen        | Evangelische Kirche            | Eschenburg          | Ev.               | 1826–1827                  | |
|      | Eisemroth          | Evangelische Kirche            | Siegbach            | Ev.               | 1721–1727                  | romanischer Chorturm, barockes Schiff |
|      | Erda               | Evangelische Kirche            | Hohenahr            | Ev.               | gotisch                    | ehemals St. Nikolaus, spätromanischer Chorturm, mittelalterliches Schiff, im 17. Jh. und 1853 Erneuerung |
|      | Erdbach            | Evangelische Kirche            | Breitscheid         | Ev.               | gotisch                    | leicht eingezogener Chor, kleiner Dachreiter |
|      | Ewersbach          | Evangelische Johanneskapelle   | Dietzhölztal        | Ev.               | 1295–1305                  | Umbau im 15. Jh., seit 2001 Besitz der Gemeinde Dietzhölztal |
|      | Ewersbach          | Evangelische Kirche            | Dietzhölztal        | Ev.               | 13. Jh.                    | Erweiterung im 15. Jh. zu einer spätgotischen Hallenkirche |
|      | Ewersbach          | Herz Mariä                     | Dietzhölztal        | Röm.-kath.        | 1958                       | |
|      | Ewersbach          | Freie evangelische Gemeinde    | Dietzhölztal        | FeG               | um 1970                    | |
|      | Fellerdilln        | Evangelische Kirche            | Haiger              | Ev.               | 1820–1830                  | |
|      | Fellerdilln        | Zu den heiligen Engeln         | Haiger              | Röm.-kath.        | 1953                       | |
|      | Fleisbach          | Evangelische Kirche            | Sinn                | Ev.               | 1887                       | |
|      | Frohnhausen        | Evangelische Kirche            | Dillenburg          | Ev.               | 1780–1784                  | Saalkirche mit Walmdach |
|      | Garbenheim         | Evangelische Kirche            | Wetzlar             | Ev.               | 1882–1883                  | spätklassizistische Saalkirche mit Westturm und Chorpolygon |
|      | Greifenstein       | Schlosskirche Greifenstein     | Greifenstein        | Ev.               | 1448–1476/1681–1702        | Doppelkirche, gotische Unterkirche (Katharinenkapelle), barocke Oberkirche (Burgkirche) |
|      | Griedelbach        | Evangelische Kirche            | Waldsolms           | Ev.               | Ende 17. Jh.               | |
|      | Großaltenstädten   | Evangelische Kirche            | Hohenahr            | Ev.               | 1841–1842                  | romanischer Chorturm |
|      | Guntersdorf        | Evangelische Kirche            | Herborn             | Ev.               | 18. Jh.                    | Fachwerkbau mit Dachreiter |
|      | Haiger             | Maria Himmelfahrt              | Haiger              | Röm.-kath.        | 1950                       | |
|      | Haiger             | Evangelische Stadtkirche       | Haiger              | Ev.               | 15./16. Jh.                | in ältesten Teilen von 1048, Chor 2. Hälfte 15. Jh., Hallenlanghaus 16. Jh. |
|      | Herborn            | Evangelische Stadtkirche       | Herborn             | Ev.               | 1319/1601                  | älteste Teile im Westturm und den Chortürmen aus der Zeit um 1200 erhalten, Chor 1319, Umbau in eine Predigtkirche 1598–1601 im Stil der Renaissance                                                                              |
|      | Herborn            | St. Petrus                     | Herborn             | Röm.-kath.        | 1960–1964                  | Architekt H. Busch |
|      | Hermannstein       | Paulskirche                    | Wetzlar             | Ev.               | 1491–1492                  | spätgotisch, Westturm, Dreiachtelschluss |
|      | Hirschberg         | Evangelische Kirche            | Herborn             | Ev.               | mittelalterlich            | mehrfach umgebaut, Westanbau von 1926 |
|      | Hirzenhain         | Evangelische Kirche            | Eschenburg          | Ev.               | 1960er                     | |
|      | Hirzenhain         | Katholische Kirche             | Eschenburg          | Röm.-kath.        | 1960–1961                  | |
|      | Hochelheim         | Evangelische Kirche            | Hüttenberg          | Ev.               | 1905–1906                  | Neorenaissance, im Kern 17. Jh., Haubendachreiter 18. Jh. |
|      | Hochelheim         | Heilige Familie                | Hüttenberg          | Röm.-kath.        | 1957                       | |
|      | Hohensolms         | Evangelische Kirche            | Hohenahr            | Ev.               | 1448                       | ehemalige Kirche St. Christophorus, mit Walmdach und barockem Haubendachreiter, Chor 1915 angebaut |
|      | Holzhausen         | Evangelische Kirche            | Greifenstein        | Ev.               | mittelalterlich            | mittelalterlicher Chorturmk, der 1899 erneuert wurde, vermutlich 1679 Anbau des Kirchenschiffs und 1973 Anbau von Gemeinderäumen im Westen                                                                                        |
|      | Hörbach            | Evangelische Kirche            | Herborn             | Ev.               | 1879                       | mittelalterlicher Chorturm, Schiff in Ziegelmauerwerk |
|      | Hörnsheim          | Evangelische Kirche            | Hüttenberg          | Ev.               | spätgotisch                | mittelalterlicher Chorturm, 1969 neues Kirchenschiff |
|      | Großrechtenbach    | Evangelische Kirche            | Hüttenberg          | Ev.               | 1638                       | barocke Saalkirche mit oktogonalem Haubendachreiter |
|      | Katzenfurt         | Evangelische Kirche            | Ehringshausen       | Ev.               | 1964–1965                  | spätromanischer Chorturm (13. Jh.) mit Freskenmalereien, Kirchenschiff von 1964/1965 |
|      | Katzenfurt         | St. Anna                       | Ehringshausen       | Röm.-kath.        | 1964                       | |
|      | Kleinrechtenbach   | Evangelische Kirche            | Hüttenberg          | Ev.               | 1664                       | barocke Saalkirche mit Dreiachtelschluss und oktogonalem Haubendachreiter |
|      | Kölschhausen       | Evangelische Kirche            | Ehringshausen       | Ev.               | frühgotisch                | wehrhafte Chorturmkirche, Kirchturm auf quadratischem Grundriss mit Schießscharten in den Obergeschossen und Zeltdach, Kirchenschiff 1697 um Choranbau mit Walmdach im Westen erweitert, umgestaltet und nach Westen umorientiert |
|      | Kraftsolms         | Evangelische Kirche            | Waldsolms           | Ev.               | gotisch                    | Saalkirche mit Dachreiter, 1395 erstmals erwähnt, 1615 umgebaut und renoviert |
|      | Kröffelbach        | Evangelische Kirche            | Waldsolms           | Ev.               | 15./16. Jh., im Kern älter | Chorturmkirche mit niedrigem Turm in derselben Breite wie das kurze Schiff, westlicher Treppenhausanbau von 1910 |
|      | Kröffelbach        | Kloster Kröffelbach            | Waldsolms           | Koptisch-orthodox | 1988–1990                  | |
|      | Langenaubach       | Auferstehungskirche            | Haiger              | Ev.               | 1966                       | |
|      | Langenaubach       | Ehemalige Evangelische Kirche  | Haiger              | –                 | 1749                       | |
|      | Laufdorf           | Evangelische Kirche            | Schöffengrund       | Ev.               | mittelalterlich            | Chor Ende des 17. Jh. angebaut |
|      | Leun               | Evangelische Kirche            | Leun                | Ev.               | mittelalterlich            | |
|      | Leun               | Maria Himmelfahrt              | Leun                | Röm.-kath.        | 1949                       | |
|      | Mademühlen         | Evangelische Kirche            | Driedorf            | Ev.               | 1770                       | mittelalterlicher Chorturm, Schiff von 1770 zunächst als Schule genutzt |
|      | Mandeln            | Evangelische Kapelle           | Dietzhölztal        | Ev.               | 1756                       | Fachwerkkirche |
|      | Manderbach         | Evangelische Kirche            | Dillenburg          | Ev.               | 1830                       | Saalbau mit Walmdach und Dachreiter |
|      | Medenbach          | Evangelische Kirche            | Breitscheid         | Ev.               | frühgotisch                | mittelalterlicher Turm, modernes Kirchenschiff |
|      | Merkenbach         | Evangelische Kirche            | Herborn             | Ev.               | 1954–1955                  | |
|      | Mudersbach         | Evangelische Kirche            | Hohenahr            | Ev.               | 1870er                     | kubischer Bau, ursprünglich Obergeschoss als Schulsaal, seit 1950er Jahre einheitlicher Saal |
|      | Münchholzhausen    | Evangelische Kirche            | Wetzlar             | Ev.               | 1937                       | mittelalterlicher Chorturm, barockes Schiff, 1937 Westturm und nördliches Schiff angebaut |
|      | Nanzenbach         | Evangelische Kirche            | Dillenburg          | Ev.               | 1963                       | 1964 eingeweiht |
|      | Nauborn            | Evangelische Kirche            | Wetzlar             | Ev.               | romanisch/17. Jh.          | ehemals St. Maria, im Kern mittelalterliche Kirche, im 17. Jahrhundert umgebaut; Saalkirche mit Schopfwalmdach und Haubendachreiter von 1768                                                                                      |
|      | Naunheim           | Evangelische Kirche            | Wetzlar             | Ev.               | 1739                       | Chorturm nach 1446, Schiff mehrfach umgebaut |
|      | Nenderoth          | Evangelische Kirche            | Greifenstein        | Ev.               | spätromanisch              | Chorturmkirche |
|      | Neukirchen         | Evangelische Kirche            | Braunfels           | Ev.               | 1956                       | nach Brand in größerer Form wiedererrichtet, Chorturmkirche mit Walmdach und Kirchturm mit oktogonalem Sitzhelm |
|      | Niederbiel         | Evangelische Kirche            | Solms               | Ev.-ref.          | 13. Jh./um 1680            | romanischer Chorturm, barockes Kirchenschiff |
|      | Niedergirmes       | Christuskirche                 | Wetzlar             | Ev.               | 1950                       | neogotischer Vorgängerbau von 1906 im Zweiten Weltkrieg zerstört |
|      | Niedergirmes       | St. Walburgis                  | Wetzlar             | Röm.-kath.        | 1952–1953                  | |
|      | Niederlemp         | Evangelische Kirche            | Ehringshausen       | Ev.               | Ende 15. Jh.               | spätgotischer, wehrhafter Chorturm mit Walmdach und Spitzhelmdachreiter, spätgotische Saalkirche auf fast quadratischem Grundriss Anfang 18. Jh. umgebaut                                                                         |
|      | Niederquembach     | Evangelische Kirche            | Schöffengrund       | Ev.               | 1603                       | halbrunder Ostschluss und achtseitiger Dachreiter |
|      | Niederroßbach      | Evangelische Kirche            | Haiger              | Ev.               | 1781                       | Saalbau mit Schopfwalmdach und Dachreiter |
|      | Niederscheld       | Evangelische Kirche            | Dillenburg          | Ev.               | 1762                       | im Kern mittelalterlich |
|      | Niederweidbach     | Marienkirche                   | Bischoffen          | Ev.               | 1498–1520                  | zweischiffige Hallenkirche mit älterem Chorturm (um 1300) |
|      | Niederwetz         | Evangelische Kirche            | Schöffengrund       | Ev.               | 1955                       | Saalkirche mit eingezogenem, querrechteckigen Westturm als Ersatz für den 1952 durch Blitzschlag zerstörten Vorgängerbau; erhalten blieb der alte Chor mit dreiseitigem Abschluss                                                 |
|      | Oberbiel           | Evangelische Kirche            | Solms               | Ev.               | 1784                       | barockes Schiff mit mittelalterlichem Rechteckchor |
|      | Oberlemp           | Evangelische Kirche            | Aßlar               | Ev.               | 1855                       | klassizistische Fachwerkkirche, teils verputzter und teils verschindelter Saalbau mit Dachreiter im Norden und Rundbogenfenstern; 1967 Innenraum neu gestaltet                                                                    |
|      | Oberndorf          | Evangelische Kirche            | Siegbach            | Ev.               | mittelalterlich            | |
|      | Oberndorf          | Evangelische Kirche            | Solms               | Ev.               | 1734                       | romanische Chorturmanlage, 1734 in Fachwerkweise aufgestockt, 1955/1956 Gemeindesaal im Westen angebaut |
|      | Oberquembach       | Evangelische Kirche            | Schöffengrund       | Ev.               | 1696                       | barocke Saalkirche mit dreiseitigem Ostschluss und Dachreiter |
|      | Oberroßbach        | Evangelische Kirche            | Haiger              | Ev.               | 1768                       | Saalbau mit Mansarddach |
|      | Oberscheld         | Evangelische Kirche            | Dillenburg          | Ev.               | 1692                       | Obergeschoss in Fachwerk |
|      | Oberweidbach       | Evangelische Kirche            | Bischoffen          | Ev.               | 15./16. Jh.                | romanischer Chorturm aus 13. Jh. |
|      | Oberwetz           | Evangelische Kirche            | Schöffengrund       | Ev.               | um 1700                    | Neubau oder Umbau; barocke Saalkirche mit Rechteckchor und Dachreiter |
|      | Offenbach          | Evangelische Kirche            | Mittenaar           | Ev.               | barock                     | im Kern mittelalterlich |
|      | Offdilln           | Evangelische Kirche            | Haiger              | Ev.               | 1777                       | |
|      | Philippstein       | Evangelische Kirche            | Braunfels           | Ev.               | 1913–1914                  | |
|      | Rabenscheid        | Evangelische Kirche            | Breitscheid         | Ev.               | 1747                       | |
|      | Reiskirchen        | Evangelische Kirche            | Hüttenberg          | Ev.               | 1652                       | im Kern älter, zwei Baukörper, vielleicht 1724 mit angrenzender Lehrerwohnung verbunden |
|      | Rittershausen      | Evangelische Kirche            | Dietzhölztal        | Ev.               | 1769                       | Schopfwalmdach |
|      | Rodenbach          | Evangelische Kirche            | Haiger              | Ev.               | mittelalterlich            | |
|      | Roßbach            | Evangelische Kirche            | Bischoffen          | Ev.               | 1971                       | auf den Grundmauern der alten Schule |
|      | Roth (Driedorf)    | Evangelische Kirche            | Driedorf            | Ev.               | 1753–1754                  | mittelalterliche Kapelle barock als Saalbau in Fachwerk erweitert |
|      | Roth (Eschenburg)  | Evangelische Kirche            | Eschenburg          | Ev.               | 1823                       | Chorturmkirche zwischen Klassizismus und Historismus |
|      | Schönbach          | Evangelische Kirche            | Herborn             | Ev.               | 1733                       | mittelalterlicher Westturm |
|      | Schwalbach         | Evangelische Kirche            | Schöffengrund       | Ev.               | 1763–1767                  | |
|      | Schwalbach         | St. Josef                      | Schöffengrund       | Röm.-kath.        | 1956                       | |
|      | Sechshelden        | Evangelische Kirche            | Haiger              | Ev.               | 1900er                     | |
|      | Seelbach           | Evangelische Kirche            | Herborn             | Ev.               | 1953                       | spätromanischer Chorturm |
|      | Simmersbach        | Katharinenkirche               | Eschenburg          | Ev.               | 1774                       | Pseudomansarddach |
|      | Sinn               | Evangelische Kirche            | Sinn                | Ev.               | 1900                       | Hallenkirche |
|      | Sinn               | St. Michael                    | Sinn                | Röm.-kath.        | 1968                       | |
|      | Steinbrücken       | Evangelische Kapelle           | Dietzhölztal        | Ev.               | 1709                       | verputzter Fachwerkbau |
|      | Steindorf          | Evangelische Kirche            | Wetzlar             | Ev.               | 1701                       | mittelalterlicher Chorturm (um 1300) mit dreigeschossigem Laternenhelm des 18. Jahrhunderts, Kirche mit Walmdach |
|      | Stockhausen (Leun) | Kreuzkapelle                   | Leun                | Ev.               | 1955–1956                  | |
|      | Tiefenbach         | Evangelische Kirche            | Braunfels           | Ev.               | um 1300                    | gotischer Wehrturm, Westhalle 1559, Nordflügel 1714 |
|      | Uckersdorf         | Evangelische Kirche            | Herborn             | Ev.               | 17. Jh.                    | Fachwerkkirche mit Fünfachtelschluss, 1935 Süderweiterung |
|      | Ulm                | Evangelische Kirche            | Greifenstein        | Ev.               | mittelalterlich            | Chorturmkirche |
|      | Vollnkirchen       | Evangelische Kirche            | Hüttenberg          | Ev.               | 1957                       | |
|      | Volpertshausen     | Alte Kirche                    | Hüttenberg          | Ev.               | 1483                       | Saalkirche mit oktogonalem Dachreiter, älteste Teile um 1200, Osterweiterung im 14./15. Jh. |
|      | Volpertshausen     | Evangelische Kirche            | Hüttenberg          | Ev.               | 1965                       | |
|      | Waldgirmes         | Evangelische Kirche            | Lahnau              | Ev.               | 1350                       | ehemals St. Sebastian, 1653 Erweiterung um eingezogenen Altarraum, Walmdach mit Haubendachreiter |
|      | Weidelbach         | Evangelische Kirche            | Haiger              | Ev.               | 1817                       | |
|      | Weidenhausen       | Alte Kirche                    | Hüttenberg          | Ev.               | mittelalterlich            | Saalkirche mit Dachreiter, 1706 Umbau |
|      | Weiperfelden       | Evangelische Kirche            | Waldsolms           | Ev.               | 1887                       | |
|      | Werdorf            | Evangelische Kirche            | Aßlar               | Ev.               | 1772                       | ehemals Unsere Liebe Frau, älteste Teile spätromanisch (1253), barockes Schiff |
|      | Werdorf            | St. Norbert                    | Aßlar               | Röm.-kath.        | 1963                       | |
|      | Wetzlar            | St. Bonifatius                 | Wetzlar             | Röm.-kath.        | 1960–1964                  | längsovaler Grundriss nach Plänen von Rudolf Schwarz |
|      | Wetzlar            | St. Elisabeth                  | Wetzlar             | Koptisch          | 1965                       | nach Profanierung der röm.-kath. Kirche 2020 von koptischer Kirche gekauft |
|      | Wetzlar            | Franziskanerkirche             | Wetzlar             | Ev.               | 13. Jh.                    | frühgotischer Chor |
|      | Wetzlar            | Gnadenkirche                   | Wetzlar             | Ev.               | 1955                       | |
|      | Wetzlar            | Hospitalkirche                 | Wetzlar             | Ev.               | 1755–1764                  | Rokokokirche |
|      | Wetzlar            | Kreuzkirche                    | Wetzlar             | Ev.               | 1957–1959                  | |
|      | Wetzlar            | Magdalenenkirche               | Wetzlar             | Ev.               | 1958                       | |
|      | Wetzlar            | Wetzlarer Dom                  | Wetzlar             | Ev./röm.-kath.    | 13.–15. Jh.                | Simultankirche seit 1542 |
|      | Wilsbach           | Evangelische Kirche            | Bischoffen          | Ev.               | 1569                       | |
|      | Wissenbach         | Evangelische Kirche            | Eschenburg          | Ev.               | 1881                       | neogotisch mit Fünfachtelschluss, kreuzförmiger Grundriss durch zwei kurze Querschiffe und innen Eindruck eines Zentralbaus durch sich kreuzende Schiffe; hoher oktogonaler Dachreiter                                            |